# Palmar (Urugwaj)
Palmar – miasto w Urugwaju, w departamencie Soriano.